# Tatiana Ariza (actriz)
Tatiana Hurtado Ariza (Manizales, Caldas, Colombia, 10 de marzo de 1984) con nombre artístico Tatiana Ariza, Tata Ariza o Taty Ariza, es una actriz, bailarina y presentadora de televisión colombiana, reconocida por su participación en telenovelas como Sala de urgencias, Enfermeras y Arelys Henao, aún queda mucho por cantar.

## Biografía

### Primeros años
Nació el 10 de marzo de 1984 en la ciudad de Manizales, residió en Manizales y allí estudió en la Universidad de Caldas parcialmente enfermería, para luego terminar en esa misma universidad estudios en Licenciatura para Artes Escénicas con énfasis en Teatro. 

### Carrera
Trabajó como presentadora del segmento de Sin Stress de Telecafé Noticias en Telecafé y posteriormente se radicó en Bogotá.
Fue nominada a Mejor actriz / actor revelación por su actuación en Sala de urgencias, en los Premios TVyNovelas (Colombia) 2016.

## Filmografía

### Televisión
| Año       | Título                                   | Personaje                   | Canal              |
| --------- | ---------------------------------------- | --------------------------- | ------------------ |
| 2025      | La Vorágine                              | La Turca                    | Señal Colombia     |
| 2024-2025 | Darío Gómez, el rey del despecho         | Otilia Mesa                 | Prime Video        |
| 2024      | Devuélveme la vida                       | Jazmín / Sor Marina         | Caracol Televisión |
| 2024      | Arelys Henao, aún queda mucho por cantar | Yazmín Solano               | Caracol Televisión |
| 2023      | Emma Reyes: La huella de la infancia     | Aurora Bernal               | Señal Colombia     |
| 2022      | Última hora                              | Samantha                    | Prime Vídeo        |
| 2022      | Noticia de un secuestro                  | Maia Ardila                 | Prime Vídeo        |
| 2022      | Aló, ¿quién es?                          | Dra. Helena Prieto          | Canal RCN          |
| 2022      | Vicente, el imprudente                   | Dra. Helena Prieto          | Canal RCN          |
| 2021      | Lala's Spa                               | Valentina Rincón "Monky"    | Canal RCN          |
| 2020      | Manual para Galanes                      | Leticia                     | Claro Vídeo        |
| 2020-2022 | Enfermeras                               | Dra. Helena Prieto          | Canal RCN          |
| 2019-2020 | El general Naranjo                       | Dragoneante Johana Martínez | Fox Premium        |
| 2019      | Bolívar                                  | María Luisa                 | Caracol Televisión |
| 2019      | El final del paraíso                     | Gloria                      | Telemundo          |
| 2018-2019 | Distrito salvaje                         | Nina                        | Netflix            |
| 2018      | Nicky Jam: El ganador                    | Jimena                      | Telemundo          |
| 2018      | La ley secreta                           | Jennifer Carriazo           | Netflix            |
| 2017-2018 | La luz de mis ojos                       | Merceditas                  | Canal RCN          |
| 2017      | Guerra de ídolos                         | Gisela                      | Telemundo          |
| 2015-2016 | Sala de urgencias                        | Lucy Méndez                 | Canal RCN          |
| 2013-2014 | Alias el Mexicano                        | Laura                       | Canal RCN          |
| 2013      | Entérese                                 | Varios personajes           | Canal RCN          |

### Programas
| Año  | Título                | Personaje    | Canal     |
| ---- | --------------------- | ------------ | --------- |
| 2020 | Pasus3 en Casa        | Invitada     | YouTube   |
| 2018 | Función especial      | Presentadora | Telecafé  |
| 2006 | Bailando por un sueño | Participante | Canal RCN |
| 2002 | Sin estress           | Presentadora | Telecafé  |

## Cine
| Año  | Título                    | Personaje | Notas                     |
| ---- | ------------------------- | --------- | ------------------------- |
| 2023 | Aurora                    |           | José Luis Arzuaga         |
| 2019 | Libertad (New York) Oasis |           |                           |
| 2018 | El man del porno          | Paola     | Dago García Producciones  |
| 2016 | Angustia 2 hermanos       |           |                           |
| 2015 | Au nom du fils            | Vania     | Pierre Javaux Productions |

### Teatro
| Año  | Título                    | Personaje     |
| ---- | ------------------------- | ------------- |
| 2024 | El exorcista              | Mamá de Regan |
| 2022 | Infraganti                |               |
| 2005 | Quizás                    |               |
| 2004 | Utopía y desilusión       |               |
| 2003 | Así nos quemen los labios |               |
|      | Perfectos desconocidos    |               |